# Creseis chierchiae
Creseis chierchiae är en snäckart. Creseis chierchiae ingår i släktet Creseis och familjen Cavoliniidae. Inga underarter finns listade i Catalogue of Life.